# Association agréée de surveillance de la qualité de l'air
Les associations agréées de surveillance de la qualité de l'air (AASQA) sont des organismes français mesurant et étudiant la pollution atmosphérique au niveau de l'air ambiant. Elles sont agréées par le ministère de l'Écologie pour communiquer officiellement leurs résultats.
Par décret ministériel, elles ont obligatoirement le statut d'association à but non lucratif (loi de 1901 ou son équivalent en Alsace-Moselle). Il existe au moins une AASQA par région administrative française. Elles sont regroupées au sein de la Fédération Atmo France.

## Méthodes

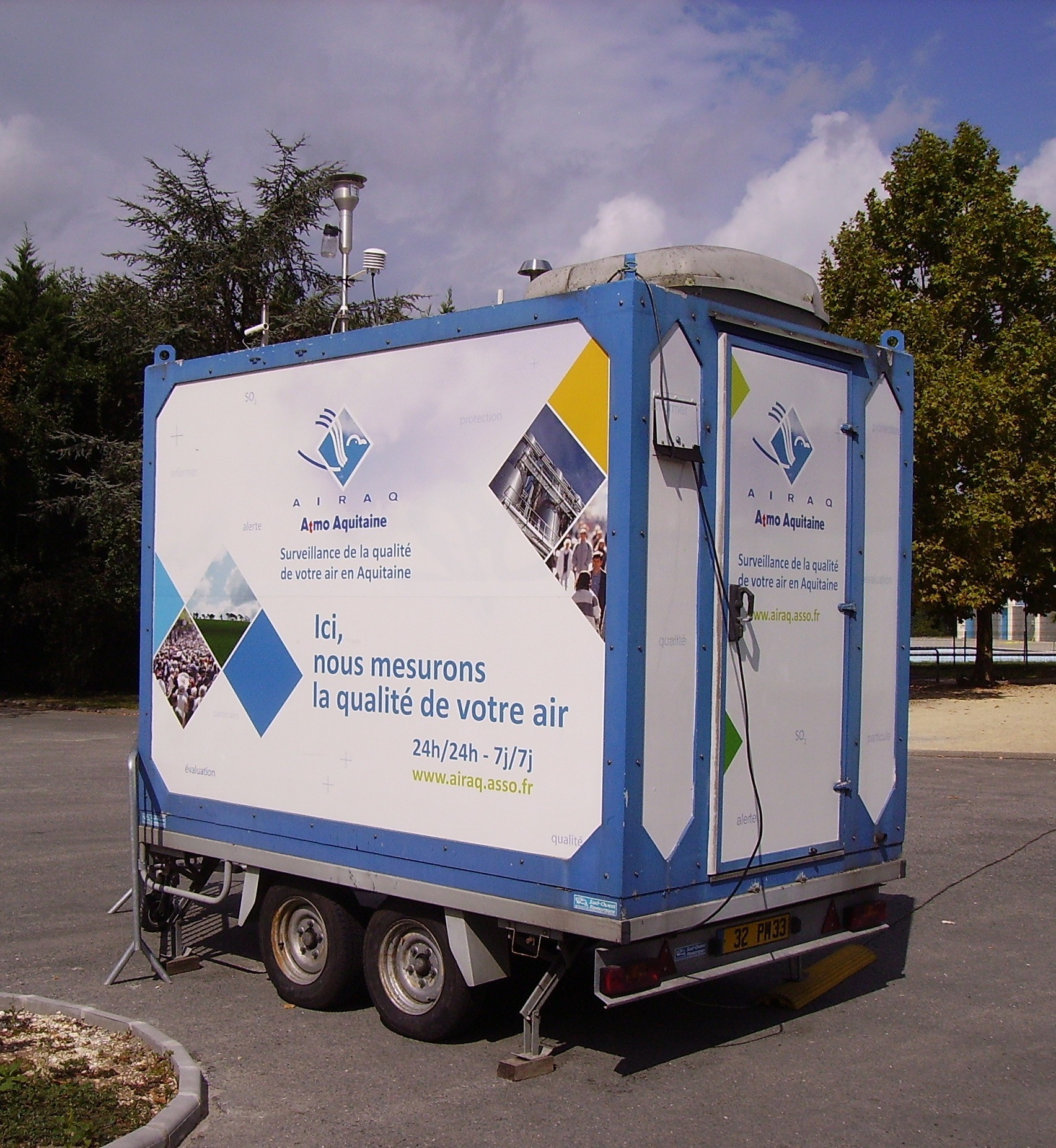
Remorque laboratoire en Aquitaine (AASQA Airaq).

Certains polluants réglementés doivent être obligatoirement déterminés, essentiellement à l'aide d'analyseurs fonctionnant en station fixe ou en station mobile. Ces analyseurs fournissent des valeurs tous les quarts d'heure en continu, 24 h/24, 365 j/365. Les résultats bruts obtenus permettent, après validation et en y intégrant tous les étalonnages nécessaires, de fournir toutes les données utiles exploitables des périodes que l'on souhaite étudier (moyennes horaires, journalières, mensuelles, annuelles, minima, maxima, centiles, etc.).
Ces mesures peuvent être complétées par des campagnes de tubes passifs, où les prélèvements effectués sont analysés ultérieurement en laboratoire (par exemple pour déterminer des concentrations de métaux lourds sur des particules en suspension, analyser des COV prélevés dans des canisters). Les campagnes de tubes passifs ne permettent pas d'accéder aux mêmes données que les analyseurs. En effet, un tube passif est exposé selon sa spécificité (NO2, O3, benzène, aldéhydes, etc.) pendant une durée relativement courte, en général une à deux semaines. L'exploitation d'un grand nombre de tubes passifs permettra d'avoir sur une période courte une bonne approximation de la répartition spatiale du polluant mesuré et d'effectuer à l'aide de logiciels adaptés des représentations cartographiques (isolignes de concentration). Ces campagnes permettent d'accéder à des valeurs mensuelles, saisonnières ou annuelles par reconstitution statistique (par exemple) lorsque plusieurs campagnes de mesure sont réalisées sur la période considérée.
De surcroît, lorsque l'AASQA peut disposer d'une modélisation spatiale adaptée à sa zone de surveillance, elle peut calculer les niveaux de concentrations de certains polluants en vue d'établir des diagnostics et des prévisions. Cette tâche est en voie de développement depuis la fin des années 1990 et a abouti à un certain nombre de plateformes régionales opérationnelles, notamment à Paris, Strasbourg et Marseille. Les prévisions de la pollution atmosphérique sont également disponibles pour certains polluants au niveau national et européen : on pourra se référer en France au modèle Prév'air capable de traiter les prévisions d'ozone à j+1 et j+2 calculer sur les données des AASQA.
Enfin, certaines des AASQA font appel à des « nez » bénévoles qui, formés et parfois équipés d'une mallette contenant des échantillons d'odeurs, s'engagent à surveiller, de manière régulière, les odeurs suspectes de leur environnement.

## Liste
Chaque région administrative française en métropole et en outre-mer est suivie par une AASQA :
| Région                     | Nom de l'AASQA               |
| -------------------------- | ---------------------------- |
| Auvergne-Rhône-Alpes       | Atmo Auvergne-Rhône-Alpes    |
| Bourgogne-Franche-Comté    | Atmo Bourgogne-Franche-Comté |
| Bretagne                   | Air Breizh                   |
| Centre-Val de Loire        | Lig'Air                      |
| Corse                      | Qualitair Corse              |
| Grand Est                  | Atmo Grand Est               |
| Hauts-de-France            | Atmo Hauts-de-France         |
| Île-de-France              | Airparif                     |
| Normandie                  | Atmo Normandie               |
| Nouvelle-Aquitaine         | Atmo Nouvelle-Aquitaine      |
| Occitanie                  | Atmo Occitanie               |
| Pays de la Loire           | Air Pays de la Loire         |
| Provence-Alpes-Côte-d'Azur | AtmoSud                      |
| Guadeloupe                 | Gwad'Air                     |
| Guyane                     | Atmo Guyane                  |
| Martinique                 | Madininair                   |
| La Réunion                 | Atmo Réunion                 |
| Mayotte                    | Hawa Mayotte                 |
| Nouvelle-Calédonie         | Scal'Air                     |